# Borges para millones
Borges para millones  es una película de Argentina filmada en Eastmancolor dirigida por Ricardo Wullicher según su propio guion escrito en colaboración con Vlady Kociancich  y Ricardo Monti que se estrenó el 14 de septiembre de 1978 y que tuvo como protagonistas a Jorge Luis Borges, Vlady Kociancich, María Kodama, Margarita Bali y Diana San Martino.

## Sinopsis
Se trata de una entrevista al escritor con algunas escenas dramatizadas. Incluye fragmentos del cortometraje Borges realizado en 1964 por Luis Ángel Bellaba.

## Reparto
Participan en el filme:
- Jorge Luis Borges como él mismo
- Vlady Kociancich como ella misma
- María Kodama como ella misma
- Margarita Bali como ella misma
- Diana San Martino como voz en off

## Comentarios
Marcelo Moreno en Convicción escribió:

«Para quien ignora a Borges, la producción de Wullicher puede acercarlo a la obra mayor de la literatura argentina. Si sucede lo contrario, es más recomendable obviar el fallido intento de ilustración.»

La Nación opinó:

«Es un mérito de Ricardo Wullicher el haber rescatado, en la figura y la voz de Borges, aquellas expresiones que lo sitúan universalmente (en el doble aspecto de la universalidad pensante y la geográfica), sin caer caer en el didactismo y, también, sin pretender que el escritor se comprometiera en originalidades ajenas a él o compitiera con el ingenio de ocasión que el periodismo le exige tantas veces.»

Manrupe y Portela escriben:

«Testimonio cinematográfico acerca de la obra de Borges en un intento inusual por acercarla al público.»